# Laupenkrieg
Der Laupenkrieg, der 1339 in Laupen wütete, war ein Konflikt zwischen Stadt und Republik Bern einerseits und einer breiten Koalition von Westschweizer Adeligen sowie der habsburgischen Stadt Freiburg andererseits, aus dem die Stadt Bern siegreich hervorging.

## Vorgeschichte
Als im Jahr 1218 das Haus der Zähringer ausstarb, wurde die Stadt Bern reichsfrei. In den folgenden Jahren gelang es den Bernern, ihr Gebiet zu beiden Seiten der Aare beträchtlich zu erweitern. Dieses Ausdehnungsstreben missfiel dem burgundischen Adel und der Stadt Freiburg, auf deren Kosten die Berner wuchsen. Ausserdem wollte Bern Ludwig den Bayern nicht als römisch-deutschen Kaiser anerkennen, da der Papst gegen ihn den Kirchenbann ausgesprochen hatte. Ludwig beauftragte Gerhard von Valangin gegen die Stadt Bern vorzugehen, worauf dieser die Fehde eröffnete. Vermittlungsversuche 1338 in Neuenegg scheiterten. Auslöser des Konflikts wurde 1339 ein Überfall des Grafen von Valangin auf Berner Gebiet und der darauf folgende Gegenangriff Berns auf die Stadt Aarberg, wohin sich der Graf zurückgezogen hatte.
Bern besetzte in der Folge Burg und Städtchen Laupen und setzte sich dort fest.

## Der Konflikt
Der Schlacht ging eine elf Tage dauernde Belagerung der Burg und der Stadt Laupen durch ein 12'000 Mann starkes kaisertreues Heer unter Gerhard von Valangin und dem Bischof von Basel, Johann II. Senn von Münsingen, voraus. Die 600 Mann starke Besatzung der Burg trotzte unter dem Befehl der Ritter Johann III. von Bubenberg, Sohn des Berner Schultheissen, und Burkhard von Bennenwil, Kleinrat von Bern, dem Adelsheer, bis am 21. Juni 1339 ein angeblich zirka 6000 Mann starkes Verbündetenheer eintraf, bestehend aus den Bernern und ihren Genossen aus den Schweizer Waldstätten, mit welchen sie seit 1323 in einem befristeten Bündnis standen, sowie den Solothurnern, Simmentalern, Weissenburgern und Oberhaslern.
Nach dem Chronisten Konrad Justinger war der Anführer der Eidgenossen der Berner Ritter Rudolf von Erlach. Die Spiezer Chronik von Diebold Schilling dem Älteren zeigt das Zusammentreffen der Innerschweizer Truppen mit den bereits versammelten Bernern. Der Berner Stadtpfarrer Diebold Baselwind reitet dem Heer mit einer Monstranz voran. Da Ludwig unter dem Kirchenbann stand, verstanden die Berner den Feldzug auch als eine Aktion gegen die Feinde der römischen Kirche.
Zur selben Zeit sammelte sich im Aargau östlich von Bern ein Heer der Herzöge von Österreich und der Grafen von Neu-Kyburg. Dies war wahrscheinlich der Grund, wieso der Berner Schultheiss Johann II. von Bubenberg in der Stadt blieb und die Führung des Auszugs nach Laupen Rudolf von Erlach übertrug, um bei einem allfälligen Angriff von Osten die Verteidigung der Stadt Bern selbst zu übernehmen.
Die Berner und ihre Verbündeten stiessen kurz vor Laupen, am Bramberg, auf Truppen aus dem Burgund und der Stadt Freiburg, auf die Heere der Bischöfe von Basel und Lausanne und auf die Gefolgschaft der Grafen von Greyerz, der Herren der Waadt, der Grafen von Nidau, von Neuenburg, von Savoyen, und von Aarberg.
Es kam zum Gefecht, das für Bern siegreich endete. Die überlebenden Gegner flohen und die Besatzung von Laupen konnte befreit werden. Die habsburgisch-kyburgischen Truppen im Osten konnten nicht rechtzeitig vorrücken und lösten sich auf, nachdem sie die Botschaft von der Niederlage erhalten hatten.
Sprüche wie: «Gott selber ist in Bern Bürger geworden» machten nach der verlorenen Schlacht angeblich die Runde durch die Reihen der abziehenden Gegner der Stadt Bern.

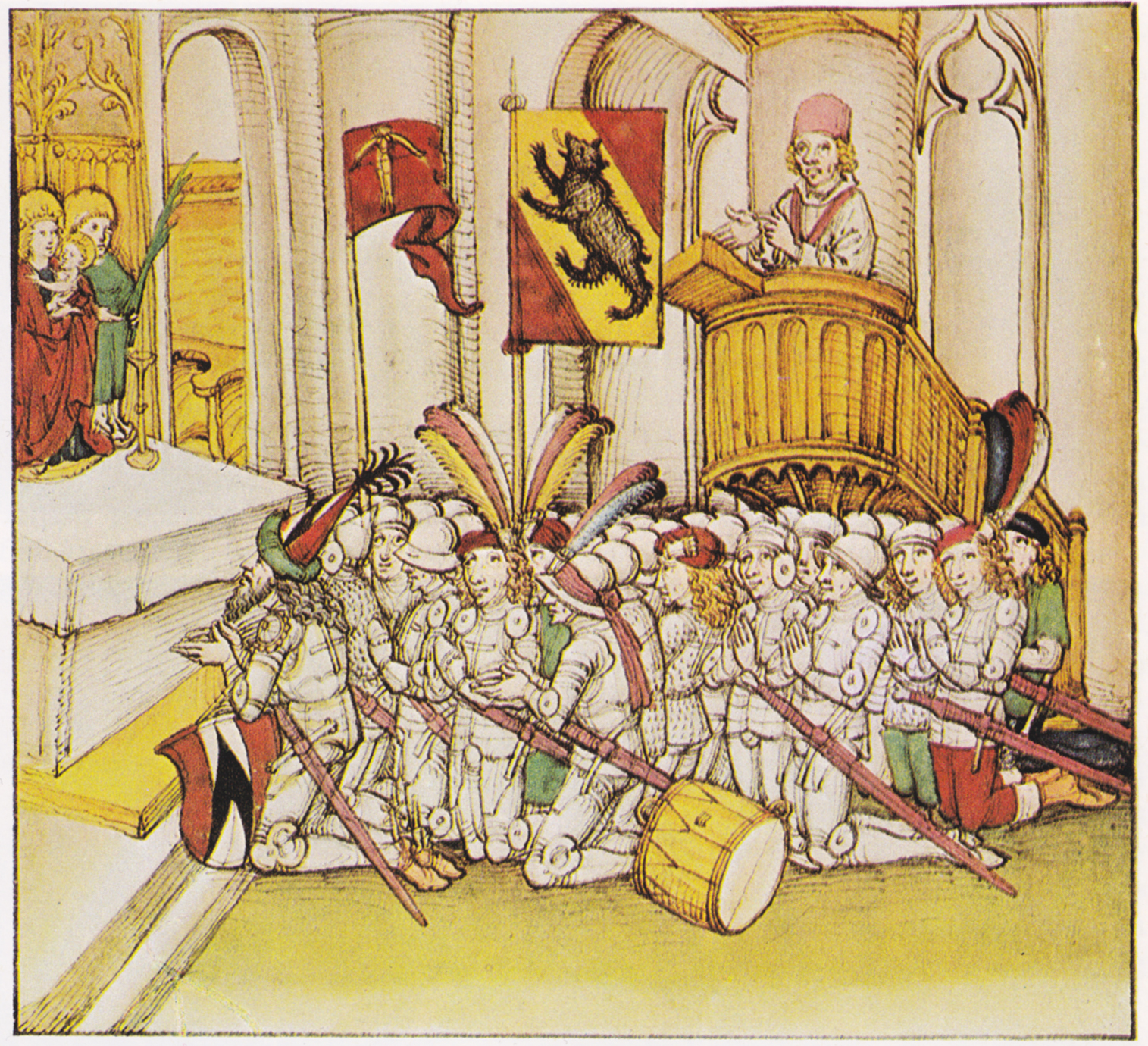
Gebet der Berner und ihrer Verbündeten vor der Schlacht. Sie tragen erstmals ein weisses Kreuz aus Leinwand als gemeinsames Erkennungszeichen. Spiezer Chronik
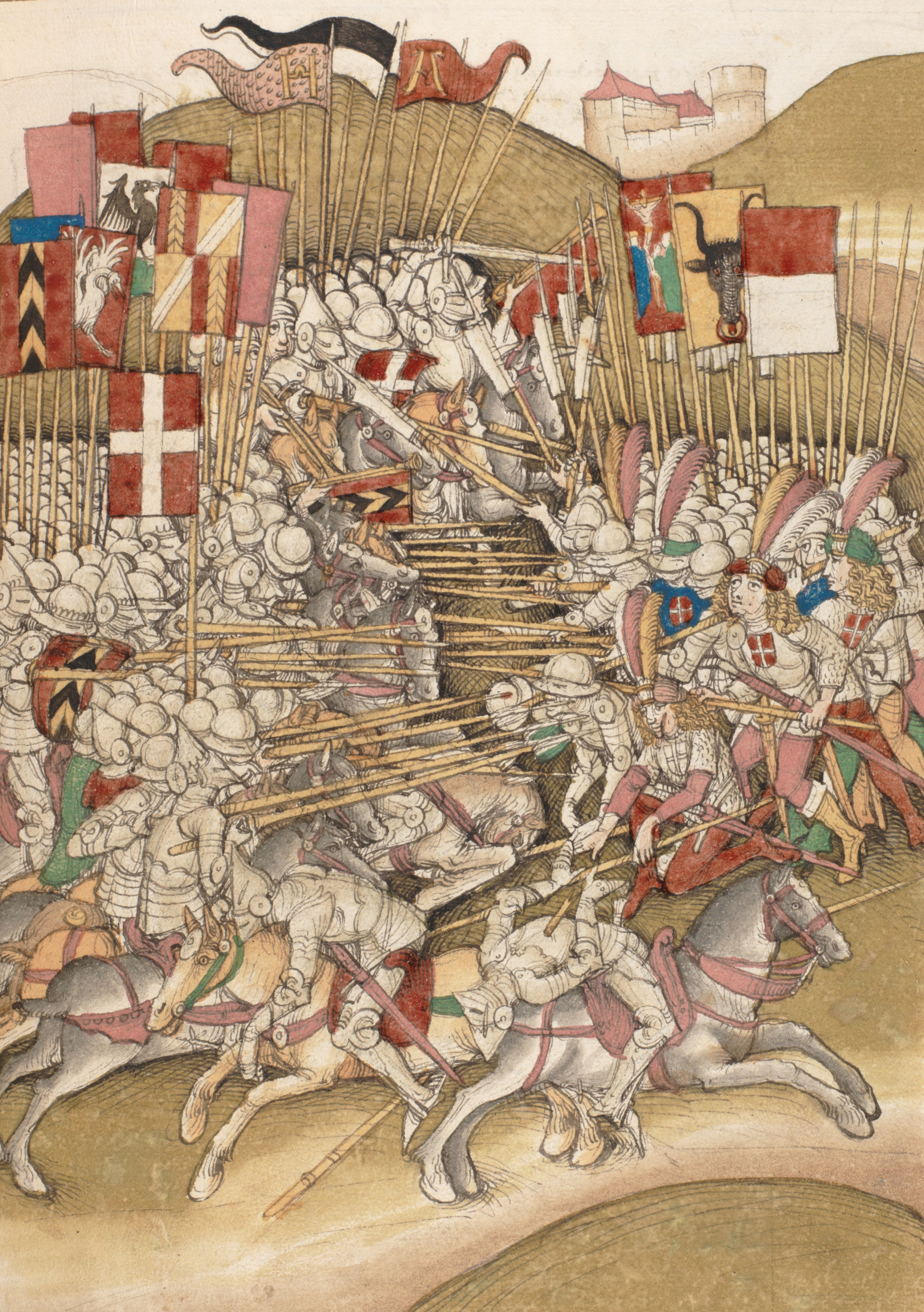
Darstellung der Schlacht bei Laupen in der Spiezer Chronik
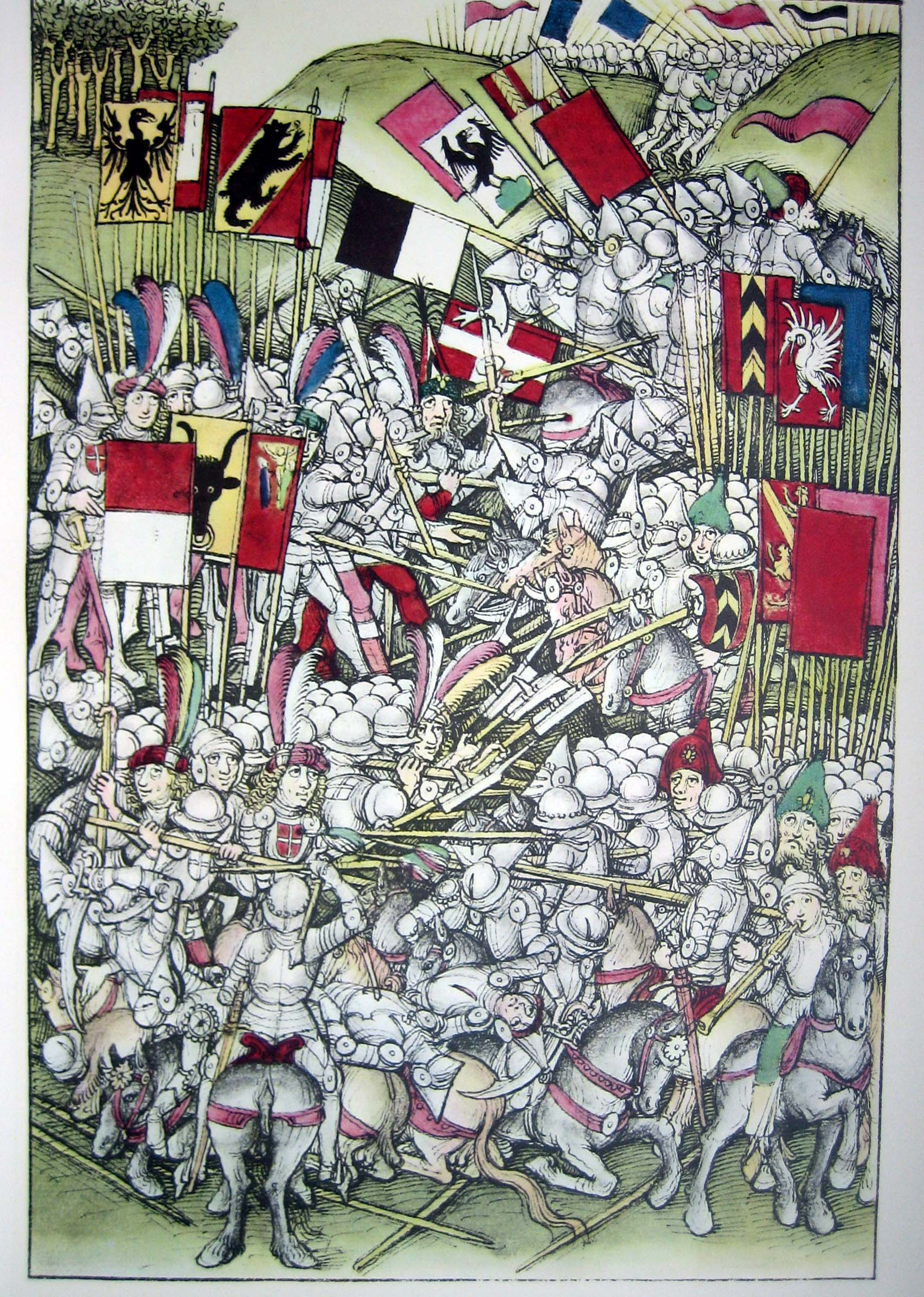
Darstellung der Schlacht in der Chronik von Diebold Schilling
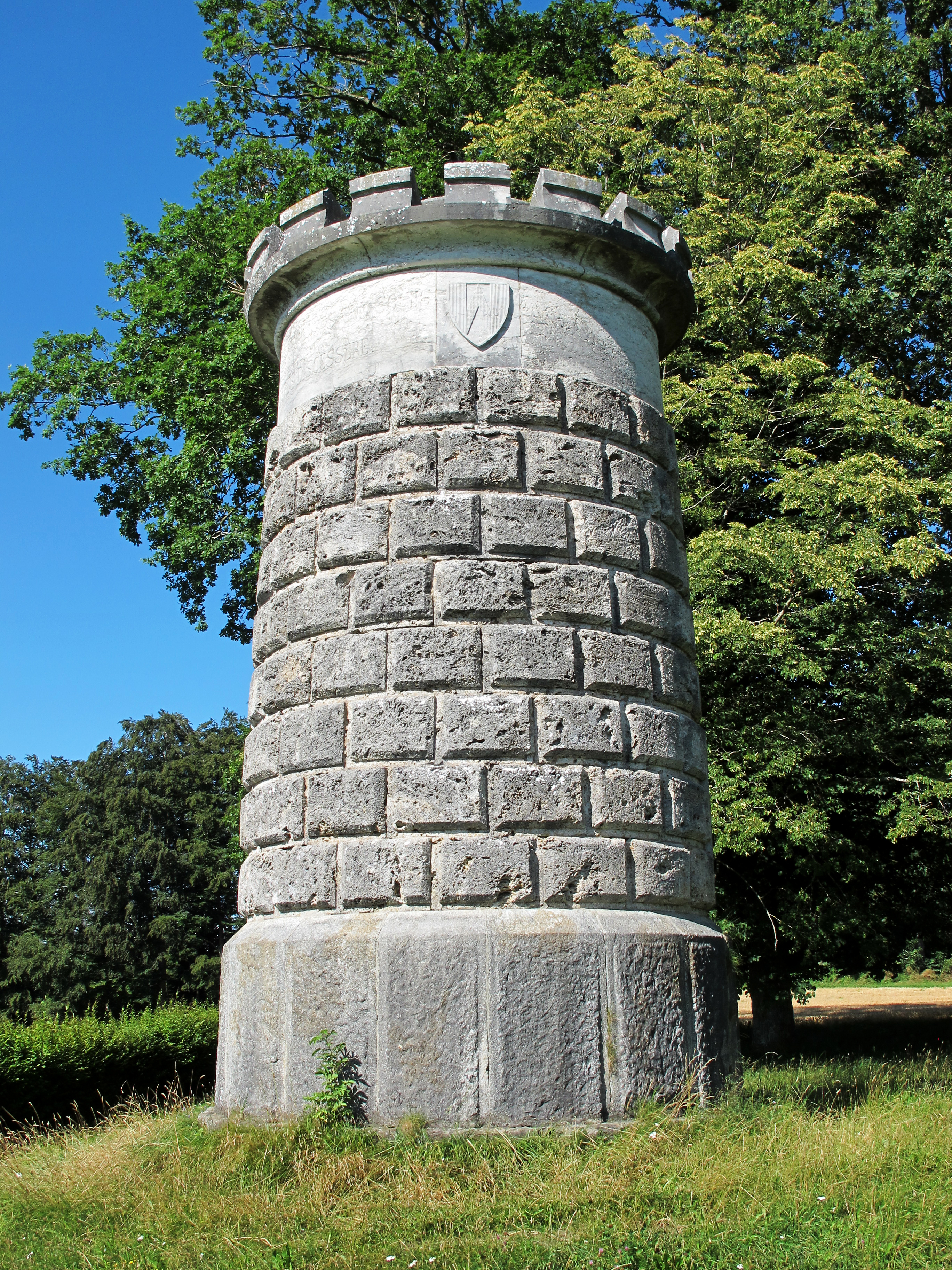
Denkmal für die Schlacht bei Laupen auf dem Bramberg oberhalb von Neuenegg

## Die Folgen
Obwohl die Schlacht für Bern siegreich ausging, hörte der Konflikt nicht auf. In einem Kleinkrieg versuchten der Adel und Freiburg, Bern mit Überfällen und einer Wirtschaftsblockade weiterhin zu schwächen. Erst 1340 vermittelte Agnes von Ungarn einen Frieden zwischen den Parteien.
Die Stadt Bern trat 1353 als achter Ort in die alte Eidgenossenschaft ein und gelobte ewige Freundschaft. An der Schlacht bei Sempach von 1386 beteiligte sich Bern aber nicht. Im alten Zürichkrieg 1444–1446 zogen die Berner hingegen zur Unterstützung der Eidgenossenschaft in das 150 Kilometer entfernte Greifensee. In den Burgunderkriegen erhielt Bern dann wieder eidgenössische Unterstützung.